# Santa Teresa di Riva
San Teodoro là một đô thị ở tỉnh Messina trong vùng Sicilia của Italia, có vị trí cách khoảng 120 km về phía đông của Palermo và vào khoảng 80 km về phía tây nam của Messina. Tại thời điểm ngày 31 tháng 12 năm 2004, đô thị này có dân số 1.534 người và diện tích là 13,9 km².
San Teodoro giáp các đô thị: Cesarò, Troina.